# Доња Љубовиђа
Доња Љубовиђа је насеље у Србији у општини Љубовија у Мачванском округу. Према попису из 2022. било је 742 становника.
Овде се налази Црква Свете Марије Магдалине у Доњој Љубовиђи.

## Демографија
У насељу Доња Љубовиђа живи 750 пунолетних становника, а просечна старост становништва износи 38,4 година (37,9 код мушкараца и 39,0 код жена). У насељу има 262 домаћинства, а просечан број чланова по домаћинству је 3,63.
Ово насеље је углавном насељено Србима (према попису из 2002. године).
|  |

| Демографија | Демографија | Демографија |
| Година      | Становника  | Становника  |
| ----------- | ----------- | ----------- |
| 1948.       | 1.522       |             |
| 1953.       | 1.546       |             |
| 1961.       | 1.457       |             |
| 1971.       | 1.156       |             |
| 1981.       | 1.096       |             |
| 1991.       | 965         | 954         |
| 2002.       | 951         | 963         |

| Етнички састав према попису из 2002.‍ | Етнички састав према попису из 2002.‍ | Етнички састав према попису из 2002.‍ | Етнички састав према попису из 2002.‍ | Етнички састав према попису из 2002.‍ |
| ------------------------------------ | ------------------------------------ | ------------------------------------ | ------------------------------------ | ------------------------------------ |
|                                      |                                      |                                      |                                      |                                      |
| Срби                                 | Срби                                 |                                      | 791                                  | 83,17%                               |
| Роми                                 | Роми                                 |                                      | 143                                  | 15,03%                               |
| Црногорци                            | Црногорци                            |                                      | 4                                    | 0,42%                                |
| непознато                            | непознато                            |                                      | 10                                   | 1,05%                                |

| Година пописа     | 1948. | 1953. | 1961. | 1971. | 1981. | 1991. | 2002. |
| ----------------- | ----- | ----- | ----- | ----- | ----- | ----- | ----- |
| Број домаћинстава | 206   | 226   | 226   | 245   | 236   | 241   | 262   |

| Број чланова      | 1  | 2  | 3  | 4  | 5  | 6  | 7  | 8 | 9 | 10 и више | Просек |
| ----------------- | -- | -- | -- | -- | -- | -- | -- | - | - | --------- | ------ |
| Број домаћинстава | 41 | 53 | 35 | 53 | 32 | 23 | 16 | 6 | 2 | 1         | 3,63   |

| Пол    | Укупно | Неожењен/Неудата | Ожењен/Удата | Удовац/Удовица | Разведен/Разведена | Непознато |
| ------ | ------ | ---------------- | ------------ | -------------- | ------------------ | --------- |
| Мушки  | 405    | 133              | 250          | 17             | 4                  | 1         |
| Женски | 392    | 69               | 255          | 58             | 4                  | 6         |
| УКУПНО | 797    | 202              | 505          | 75             | 8                  | 7         |

| Пол    | Укупно                    | Пољопривреда, лов и шумарство | Рибарство                            | Вађење руде и камена | Прерађивачка индустрија       |
| ------ | ------------------------- | ----------------------------- | ------------------------------------ | -------------------- | ----------------------------- |
| Мушки  | 271                       | 155                           | 1                                    | 13                   | 23                            |
| Женски | 166                       | 125                           | 0                                    | 0                    | 14                            |
| УКУПНО | 437                       | 280                           | 1                                    | 13                   | 37                            |
| Пол    | Производња и снабдевање   | Грађевинарство                | Трговина                             | Хотели и ресторани   | Саобраћај, складиштење и везе |
| Мушки  | 0                         | 31                            | 19                                   | 1                    | 8                             |
| Женски | 0                         | 1                             | 11                                   | 2                    | 0                             |
| УКУПНО | 0                         | 32                            | 30                                   | 3                    | 8                             |
| Пол    | Финансијско посредовање   | Некретнине                    | Државна управа и одбрана             | Образовање           | Здравствени и социјални рад   |
| Мушки  | 0                         | 0                             | 4                                    | 6                    | 2                             |
| Женски | 0                         | 0                             | 2                                    | 6                    | 2                             |
| УКУПНО | 0                         | 0                             | 6                                    | 12                   | 4                             |
| Пол    | Остале услужне активности | Приватна домаћинства          | Екстериторијалне организације и тела | Непознато            | Непознато                     |
| Мушки  | 1                         | 0                             | 0                                    | 7                    | 7                             |
| Женски | 0                         | 0                             | 0                                    | 3                    | 3                             |
| УКУПНО | 1                         | 0                             | 0                                    | 10                   | 10                            |